# Mon alliée
Singles de Tom Leeb
Sun
(2019)
Chansons représentant la France au Concours Eurovision de la chanson
Roi
(2019) Voilà
(2021)
Mon alliée est une chanson du chanteur français Tom Leeb. Elle a été sélectionnée en interne avec son interprète et devait représenter la France au Concours Eurovision de la chanson 2020 à Rotterdam aux Pays-Bas. Elle a comme second titre The Best In Me (Le meilleur de moi).
La chanson est composée par le trio suédois Thomas G:son, Peter Boström et John Lundvik en anglais. Tom Leeb, Amir Haddad et Léa Ivanne ont réécrit les couplets en français.

## À l'Eurovision

### Sélection
La chanson Mon alliée devait représenter la France au Concours Eurovision de la chanson 2020, après que celle-ci et son interprète Tom Leeb ont été sélectionnés en interne, originellement sous une autre version intitulée The Best In Me,. La chanson a été dévoilée le 16 février 2020 sur la chaîne de télévision France 2 à 20 h 50, lors d'un direct sur la Tour Eiffel.
Le choix de la sélection française à l'Eurovision à être interprétée principalement en anglais, dont le titre, a suscité la controverse. Le ministre de la Culture, Franck Riester, a indiqué lors d'une audition parlementaire le 18 février : « C'est vrai que le refrain est en anglais, ça m’a un peu cassé les oreilles ce matin à la radio ... Mais j’ai fait passer le message de mon étonnement face à une chanson dont le refrain est écrit en anglais. Chacun doit montrer l'exemple pour faire en sorte que la France soit portée avec fierté partout, tout le temps, même si on sait que les contenus français en langue étrangère sont aussi une façon de faire rayonner la France ». Cela fait écho aux critiques publiques similaires reçues sur la chanson de Sébastien Tellier Divine, chanson majoritairement en anglais qui avait été sélectionnée pour représenter la France au Concours Eurovision de la chanson 2008.
Le 12 mars 2020, Tom Leeb annonce qu'une nouvelle version acoustique sous le titre Mon alliée sera celle qui représentera la France à l'Eurovision 2020, tandis que la première version est destinée à la radiodiffusion. La nouvelle chanson est dévoilée le 3 avril 2020, malgré l'annonce de l'annulation du Concours.
En effet, le 18 mars 2020, l'Union européenne de radio-télévision annonce l'annulation du Concours Eurovision de la chanson 2020, à cause de la pandémie de Covid-19, entraînant le retrait de tous les pays participants. De plus, elle annonce que la chanson ne pourra pas être interprétée lors de l'édition 2021, conformément aux règles du concours qui interdisent qu’une chanson soit dévoilée avant le mois de septembre pour l’édition suivante. 

### À Rotterdam
Elle devait être chantée le 16 mai 2020, car la France fait partie du Big-Five, c'est-à-dire des qualifiés automatiques pour la finale, incluant également l'Allemagne, l'Espagne, l'Italie et le Royaume-Uni.

## Classements hebdomadaires
| Classement (2020)               | Meilleure position |
| ------------------------------- | ------------------ |
| Belgique (Flandre Ultratip 100) | Tip                |
| Belgique (Wallonie Ultratip 50) | 27                 |
| France (SNEP Téléchargement)    | 37                 |

## Historique de sortie
| Pays   | Date            | Format                       | Label     | Réf.   |
| ------ | --------------- | ---------------------------- | --------- | ------ |
| Divers | 16 février 2020 | - Téléchargement - streaming | Roy Music | [ 11 ] |